# انگولار (چارچوب نرم‌افزاری تحت وب)
انگولار (انگلیسی: Angular; همچنین به عنوان "انگولار ۲+") یک فریمورک آزاد و متن‌باز مبتنی بر تایپ‌اسکریپت است که برای توسعه برنامه‌های تک‌صفحه‌ای تحت وب استفاده می‌گردد و توسط گوگل و جامعه‌ای از افراد و شرکت‌ها توسعه یافته است. انگولار، بازنویسی کامل انگولارجی‌اس توسط همان تیم سازنده آن است. اکوسیستم انگولار متشکل از حدود ۱٫۷ میلیون نفر و مجموعه‌ای گوناگون از توسعه‌دهندگان نرم‌افزاری، برنامه‌نویسان کتابخانه و سازندگان محتوا است. بر اساس نظرسنجی توسعه‌دهندگان نرم‌افزار در استک اورفلوانگولار یکی از رایج‌ترین فریمورک‌های تحت وب است.

## تفاوت بین انگولار و انگولارجی‌اس
گوگل، انگولار را به عنوان بازنویسی انگولارجی‌اس طراحی کرد. برخلاف انگولارجی‌اس، انگولار مفهومی تحت عنوان "محدوده (Scope)" یا کنترلرها ندارد، در عوض، از سلسله مراتبی از اجزا (Components) به عنوان ویژگی اصلی معماری خود استفاده می‌کند. انگولار دارای نحو بیان متفاوتی نسبت به انگولارجی‌اس است که بر روی "[ ]" برای اتصال ویژگی‌ها (Property Binding) و "()" برای اتصال رویدادها (Event Binding) تمرکز دارد. انگولار استفاده از زبان تایپ‌اسکریپت مایکروسافت را توصیه می‌کند که ویژگی‌هایی مانند گونه‌های ایستا، همگانی‌ها و تفسیرهای نوع را معرفی می‌کند.

## ویژگی‌ها

### معماری مبتنی بر اجزا

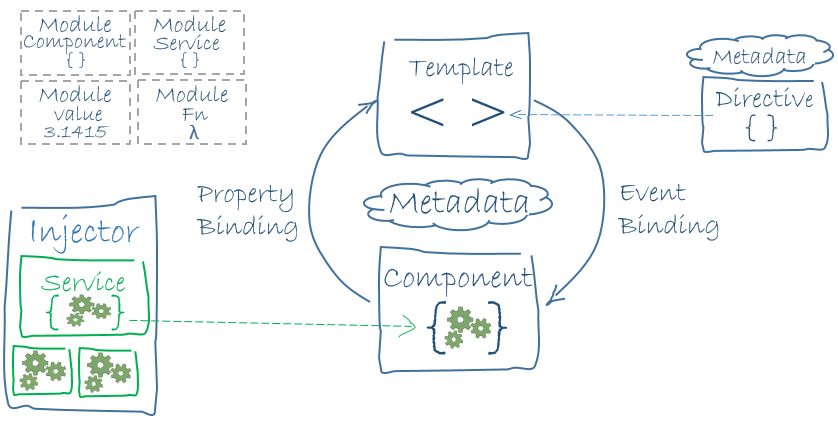
معماری یک برنامه انگولار، سرویس‌ها و تزریق وابستگی‌ها

انگولار از معماری مبتنی بر اجزا استفاده می‌کند که به توسعه‌دهندگان اجازه می‌دهد عناصر رابط کاربری پوشانده و قابل استفاده مجدد بسازند. هر مؤلفه اچ‌تی‌ام‌ال، سی‌اس‌اس و تایپ‌اسکریپت خود را پوشانده و مدیریت و آزمایش تکه‌های یک برنامه کاربردی را آسان‌تر می‌کند.

## کتابخانه‌ها

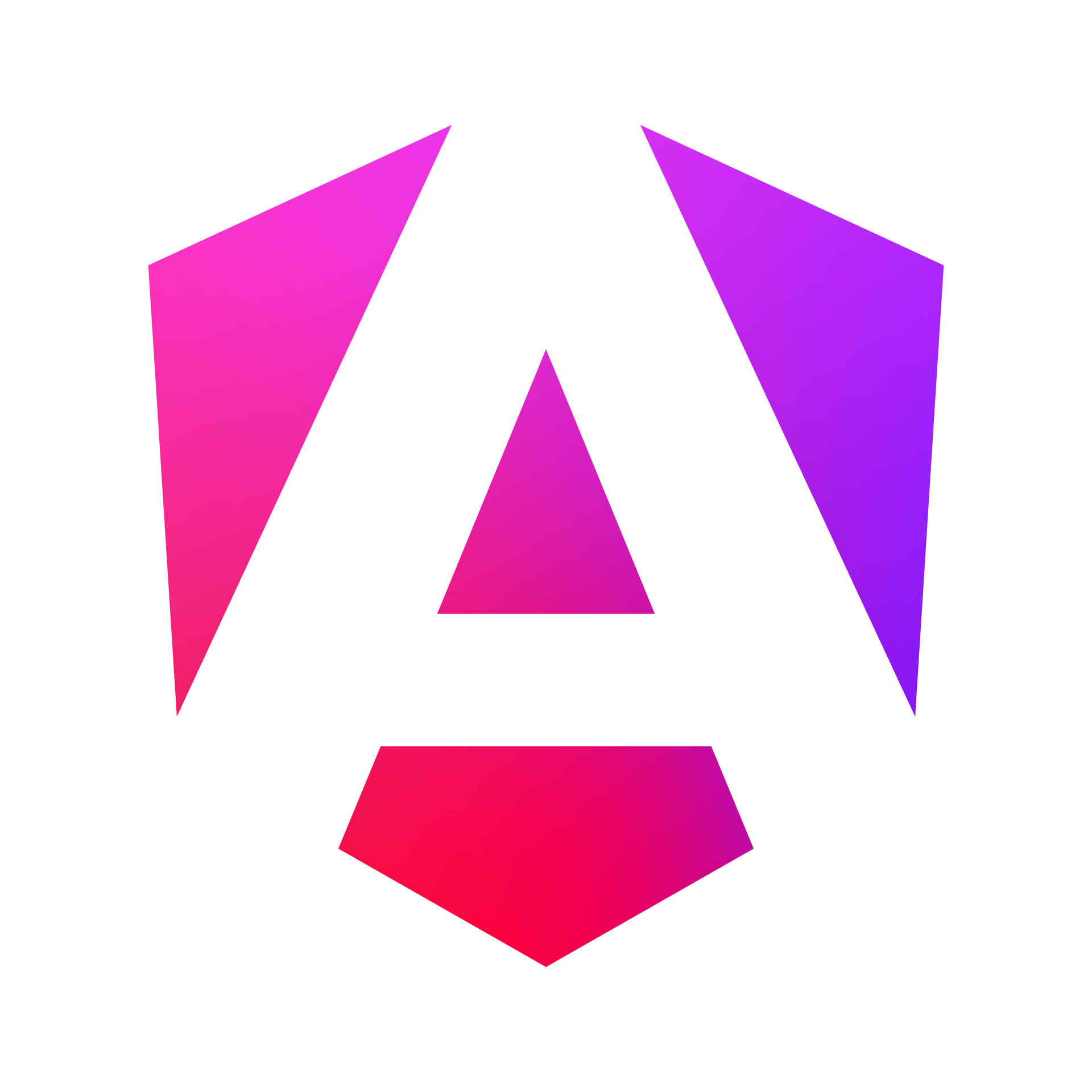
نمایی از نشان‌وارهٔ رسمی انگولار (نوامبر ۲۰۲۳)

### انگولار متریال
انگولار متریال، یک کتابخانه اجزای رابط کاربری است که طراحی متریال را در انگولار پیاده‌سازی می‌کند.

### انگولار المنتس
در سال ۲۰۱۸، انگولار ۶، انگولار المنتس را معرفی کرد که به توسعه‌دهنده این امکان را می‌دهد که اجزای برنامه انگولار خود را به عنوان عناصر تحت وب سفارشی‌شده، که بخشی از اجزای وب واسط برنامه‌نویسی وب هستند، بسته‌بندی کنند.